# Anochetus lanyuensis
Anochetus lanyuensis (лат.) — вид муравьёв рода Anochetus из подсемейства Ponerinae (Formicidae). Тайвань (Orchid Island).

## Описание
Длина тела от 5,33 до 5,84 мм, длина головы (HL) от 1,23 до 1,32 мм, ширина головы (HW) от 1,16 до 1,23 мм. От близких видов отличается крупными глазами (12 омматидиев в наибольшем диаметре), продольно бороздчатым пронотумом и прямой формой мезосомы. Основная окраска красновато-коричневая, ноги и усики желтоватые. Мандибулы прямые, прикрепляются у середины переднего края головы, капкановидно открываются на 180 градусов, равны половине длины головы и несут 3 вершинных длинных зубца. Усики 12-члениковые у рабочих и самок и 13-члениковые у самцов. Нижнечелюстные щупики состоят из 4 сегментов. Стебелёк состоит из одного членика петиоля. Жало развито. 
Вид был впервые описан в 2018 году, а его видовой статус подтверждён в ходе ревизии, проведённой в 2019 году группой китайских мирмекологов (Zhilin Chen, Zhigang Yang, Shanyi Zhou).